# Covet
Covet — американская мат-рок-группа из Сан-Хосе, Калифорния, созданная музыкантом-мультиинструменталистом Иветт Янг в 2014 году.

## Состав

### Текущий состав
- Иветт Янг — гитара (2014 — наши дни), вокал (2020 — наши дни)
- Дэвид Адамяк — бас-гитара (2014 — наши дни)
- Форрест Райс — ударные (2018 — наши дни)

### Бывшие участники
- Бен Уоллас-Элисворт — ударные (2014—2015)
- Кит Гримшоу — ударные (2015—2017)

## Дискография

### Студийные альбомы
- Effloresce (2018)
- Technicolor (2020)
- Catharsis (2023)

### Мини-альбомы
- Currents (2015)
- Covet on Audiotree Live (2016)
- Acoustics (2019)